# Багато галасу з нічого (фільм, 2012)
«Багато галасу з нічого» (англ. Much Ado About Nothing) — кінофільм режисера Джосса Уідона, що вийшов на екрани в 2012 році. Екранізація однойменної комедії Вільяма Шекспіра. Картина потрапила в десятку найкращих незалежних фільмів року за версією Національної ради кінокритиків США.

## Зміст
З моменту, коли Шекспір писав свої п'єси, минуло вже більше 400 років, але у відносинах між чоловіками і жінками нічого не змінилося. Бенедикт — красень і підкорювач жіночих сердець. Єдина, хто не піддався його чарам — це красуня Беатріче. Гостра на язик, вона лише посміюється над Бенедиктом. Помітивши це, їхні друзі вирішують затіяти хитромудру гру — з тим, щоб зблизити їх. Чи вигорить у них ця справа?

## Ролі
- Емі Екер — Беатріче
- Алексіс Денісоф — Бенедикт
- Натан Філліон — Догберрі
- Кларк Грегг — Леонато
- Рід Даймонд — Дон Педро
- Френ Кранц — Клаудіо
- Джилліан Моргезе — Геро
- Шон Махер — Дон Хуан
- Спенсер Тріт Кларк — Борачіо
- Рікі Ліндхоум — Конрад
- Ешлі Джонсон — Маргарет